# Drama (cidade)
Drama (em grego : Δράμα; romaniz.: Ðrama) é uma cidade e município no nordeste da Grécia, na Macedônia. Drama é a capital da unidade regional homônima, que faz parte da Macedônia Oriental e Trácia. A cidade (população de 44.823 em 2011) é o centro econômico do município (população de 58.944), que por sua vez compreende 60 por cento da população da unidade regional. As maiores comunidades próximas do município são Choristi (pop. 2.725), Χiropótamos (2.554), Kallífytos (1.282), Kalós Agrós (1.178) e Koudoúnia (996).
Construída no sopé do monte Falakro, em uma área verdejante com abundantes fontes de água, Drama é parte integrante do mundo helênico desde a época clássica; sob o Império Bizantino, a cidade era fortificada com um castelo e cresceu para grande prosperidade sob o Komnenoi como uma junção comercial e militar. 
Durante a era otomana, a produção e comércio de tabaco, a exploração da ferrovia (1895) e a melhoria da rede rodoviária em direção ao porto de Kavala, levaram ao aumento da população da cidade e ao incremento da atividade comercial. 
A cidade acolhe a "Eleftheria", manifestações culturais em comemoração à libertação da cidade, no final de junho ou início de julho, e um festival anual de cinema em setembro.

## Etimologia
Achados arqueológicos mostram que na área da cidade moderna havia um antigo assentamento grego chamado Dyrama ( grego: Δύραμα) ou, alternativamente, Hydrama (grego : Ύδραμα), ambos significando "rico em água". Alguns estudiosos associam o Drama ao antigo grego Drabescus (grego : Δράβησκος). Hidrama era notável como o local de adoração de muitos deuses da mitologia grega clássica, especialmente Apolo e Ártemis. Com o passar do tempo, Dyrama tornou-se Drama. Nas línguas eslavas do sul, a cidade é conhecida como Драма, que em si é uma transliteração do nome grego.

## História
A cidade foi originalmente chamada de Idrama ou Dirama (Ύδραμα, Δύραμα) pelos antigos gregos devido à sua abundância de água. Mais tarde conhecido como Drabesco, fazia parte dos Impérios Romano e Bizantino junto com o resto da Grécia. A região foi conquistada pelo Império Otomano em 1371. No século XIX, a cidade tornou-se o centro do sanjaco do Drama. Em 1912, durante a Primeira Guerra dos Balcãs, Drama foi tirado dos Otomanos pelas tropas búlgaras. Posteriormente, em 1913, como resultado do Tratado de Bucareste, após a Segunda Guerra dos Balcãs, foi incorporado à Grécia junto com o resto da Macedônia oriental.

### Segunda Guerra Mundial
Drama foi ocupado pelas tropas búlgaras na sequência da invasão alemã da Grécia, de 1941 a 1944, durante a Segunda Guerra Mundial.
Em 29 de setembro de 1941, em resposta aos ataques da guerrilha comunista local contra os búlgaros nas aldeias de Drama, as forças de ocupação búlgaras aplicaram duras represálias em Drama, Doxato e em várias aldeias como Coristi, Cirgia, Kudunia e Prosotsani. 
Em 4 de março de 1943, depois da meia-noite, as autoridades militares búlgaras cercaram a população judaica em sua zona de ocupação no leste da Macedônia e na Trácia. A comunidade de 4.000 membros, incluindo 589 judeus de Drama, foi carregada de trem para o território búlgaro e reunida nos depósitos de tabaco, que estavam vazios naquela época do ano. De lá, eles foram levados de trem para o campo de extermínio de Treblinka. Nenhum dos 589 judeus de Drama jamais voltou.

## Geografia

### Clima
O clima da cidade de Drama é quente e temperado. Existe uma pluviosidade significativa ao longo do ano. Mesmo o mês mais seco ainda assim tem muita pluviosidade. Segundo a classificação de Köppen e Geiger o clima é classificado como Cfa.
| Médias meteorológicas para Drama                                                          | Médias meteorológicas para Drama | Médias meteorológicas para Drama | Médias meteorológicas para Drama | Médias meteorológicas para Drama | Médias meteorológicas para Drama | Médias meteorológicas para Drama | Médias meteorológicas para Drama | Médias meteorológicas para Drama | Médias meteorológicas para Drama | Médias meteorológicas para Drama | Médias meteorológicas para Drama | Médias meteorológicas para Drama | Médias meteorológicas para Drama |
| Mês                                                                                       | Jan                              | Fev                              | Mar                              | Abr                              | Mai                              | Jun                              | Jul                              | Ago                              | Set                              | Out                              | Nov                              | Dez                              | Ano                              |
| ----------------------------------------------------------------------------------------- | -------------------------------- | -------------------------------- | -------------------------------- | -------------------------------- | -------------------------------- | -------------------------------- | -------------------------------- | -------------------------------- | -------------------------------- | -------------------------------- | -------------------------------- | -------------------------------- | -------------------------------- |
| Média alta °C (°F)                                                                        | 8 (46)                           | 11.7 (53)                        | 14.9 (59)                        | 20.2 (68)                        | 25.1 (77)                        | 29.5 (85)                        | 32.3 (90)                        | 33.1 (92)                        | 28.0 (82)                        | 20.8 (69)                        | 15.7 (60)                        | 10.1 (50)                        | 20,8 (69)                        |
| Média baixa °C (°F)                                                                       | -0.2 (32)                        | 2.0 (36)                         | 4.3 (40)                         | 7.5 (46)                         | 12.0 (54)                        | 16.4 (62)                        | 18.5 (65)                        | 18.9 (66)                        | 14.8 (59)                        | 9.7 (49)                         | 5.6 (42)                         | 0.4 (33)                         | 9,2 (49)                         |
| Precipitação mm (polegadas)                                                               | 78 (3.07)                        | 77 (3.03)                        | 90 (3.54)                        | 89 (3.5)                         | 106 (4.17)                       | 91 (3.58)                        | 71 (2.8)                         | 55 (2.17)                        | 64 (2.52)                        | 71 (2.8)                         | 92 (3.62)                        | 107 (4.21)                       | 991 (39,02)                      |
| Fonte: https://pt.climate-data.org/europa/grecia/drama/drama-19292/ 5 de setembro de 2021 |                                  |                                  |                                  |                                  |                                  |                                  |                                  |                                  |                                  |                                  |                                  |                                  |                                  |

## Município
O município de Drama foi formado na reforma do governo local de 2011 pela fusão de 2 antigos municípios que se tornaram unidades municipais:
- Drama ( Choristi, Drama, Kallifytos, Kalos Agros, Koudounia, Livadero, Makryplagio, Mavrovatos, Mikrochori, Monastiraki, Mylopotamos, Nikotsaras, Xiropotamos)

- Sidironero (Sidironero, Skaloti)

A localidade possui uma área de 840,103 km2, sendo a unidade municipal 488,830 km2.

## População
| Ano  | Cidade | Unidade Municipal | Total  |
| ---- | ------ | ----------------- | ------ |
| 1981 | 36.109 | 37.118            | 37.118 |
| 1991 | 37.604 | 38.546            | 47.925 |
| 2001 | 42.501 | 43.485            | 55.632 |
| 2011 | 44.823 | 45.828            | 58.944 |

## Economia

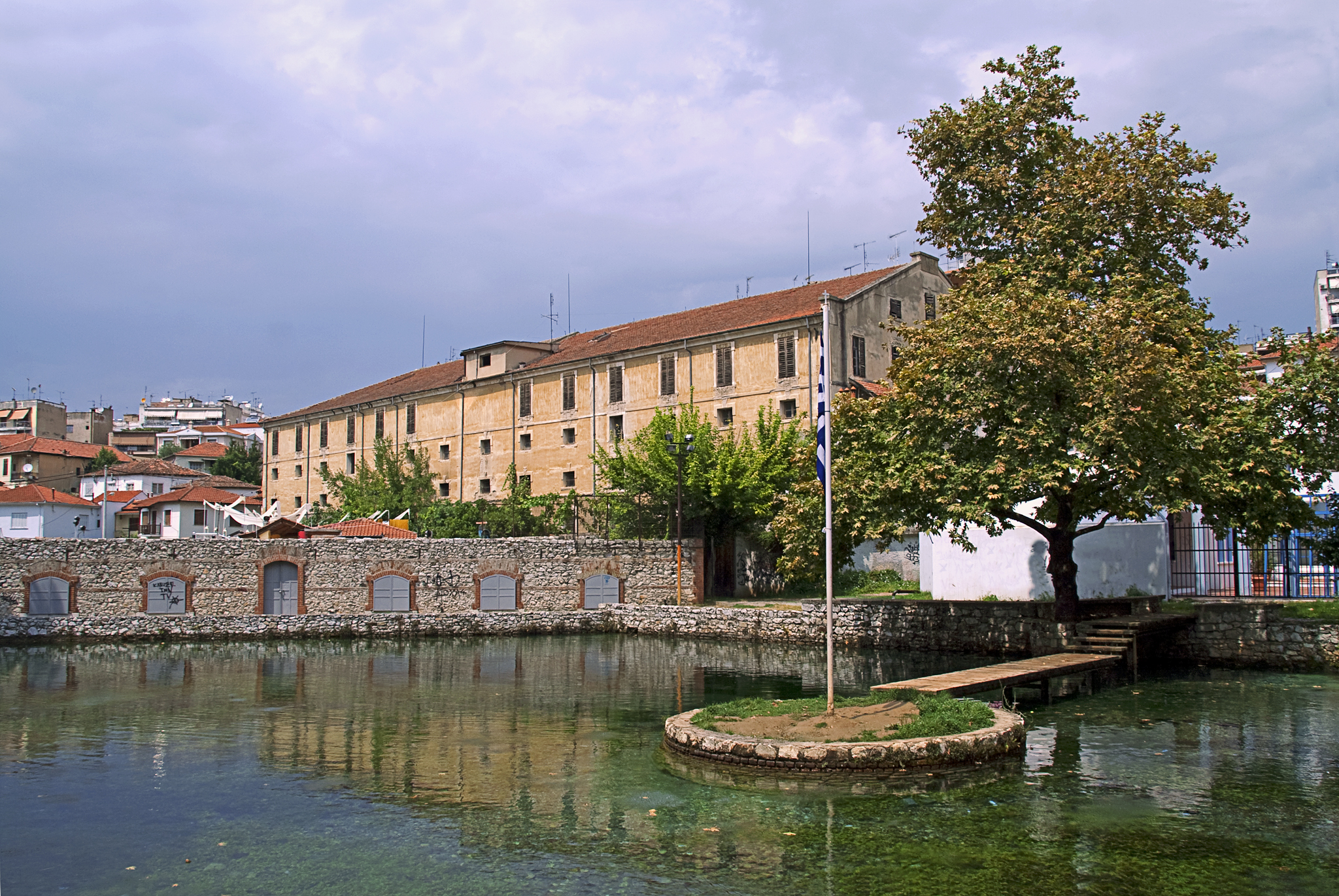
O antigo armazém de tabaco Herman Spierer

No passado recente a economia da zona de Drama dependia fortemente sobre os locais de indústrias têxteis e de papel. No entanto, essas indústrias fecharam ou atravessaram a fronteira com a Bulgária, devido à baixa demanda da mão de obra búlgara com um impacto negativo na economia local e no emprego. A situação piorou depois de 2007, quando a Bulgária foi admitida na União Europeia, e empresários gregos locais se mudaram para expandir suas operações lá. Outras fontes de receita incluem a agricultura, que consiste principalmente em plantações de tabaco, mineração em pequena escala (particularmente de mármore) e silvicultura. Recentemente, tem havido esforços para explorar o rico ambiente natural local e desenvolver o ecoturismo.
Há uma moderna estação de esqui no Monte Falakro. Drama também hospeda um festival anual de curtas- metragens.

## Cultura
Desde 1978, Drama hospeda o Festival Internacional de Curtas-Metragens de Drama. Em 1987, o festival foi reconhecido nacionalmente. Em 1995, acrescentou a seção de competição internacional onde curtas-metragens de todo o mundo visitam a cidade todos os anos.  Em 1996, o festival foi incluído na Rede Cultural Nacional de Cidades pelo Ministério da Cultura da Grécia.

### Museus

#### Museu Arqueológico
O Museu Arqueológico de Drama abrange a presença humana na unidade regional homônima desde meados do Período Paleolítico (50.000 anos antes) com vestígios de vida desde as caçadas paleolíticas nas cavernas da nascente do Angitis, até aos tempos modernos (1913).
O espaço de exposição consiste em três salas principais. Nos primeiros achados arqueológicos da caverna de Maara testemunham a presença de caçadores nômades na área desde meados do período Paleolítico, enquanto outros achados nos mostram a vida de fazendeiros assentados e criadores de animais das aldeias neolíticas e a passagem do Cobre Idade na cidade de Drama e na vila de Sitagri. A reprodução de uma casa neolítica com achados que descrevem as atividades do homem neolítico e suas atividades diárias é o principal centro de interesse para visitantes de todas as idades.
O mesmo salão continua a jornada no tempo até a Idade do Ferro e anos posteriores, onde o elemento principal era a adoração de Dionísio na própria cidade do Drama e em Kali Vrysi e outras áreas da unidade regional. No segundo salão, esculturas arquitetônicas, cerâmicas e moedas confirmam que a vida continuou na cidade e em toda a unidade regional durante os primeiros anos cristãos, bizantinos e pós-bizantinos.
O visitante é conduzido pela história recente e moderna com uma exposição fotográfica relativa à cidade do Drama, às vilas da unidade regional e às aldeias serranas. A exposição cobre o período do início do período otomano até meados do século XIX. No terceiro salão, coberto por um átrio, o visitante pode admirar esculturas dispostas em três grupos temáticos. O primeiro inclui esculturas arquitetônicas que datam dos tempos antigos até a ocupação turca. O segundo contém monumentos votivos relacionados com a adoração de vários deuses no panteão greco-romano, bem como divindades locais, com referência particular a Dionísio, enquanto o terceiro grupo de esculturas se concentra em monumentos funerários da época helenística e romana.

#### Museu Eclesiástico
A história da Igreja Cristã em Drama começou durante o período bizantino e passou por momentos difíceis e conturbados. Desde o século XIV, quando a cidade foi conquistada pelos otomanos até ao século XX com sucessivas ocupações estrangeiras, a Igreja Ortodoxa Grega no Drama lutou sem fim, alimentada pelo sangue de muitos fiéis, mártires da fé e do ideal helênico e provida socorrer seus seguidores em períodos difíceis.
A coleção de ícones que datam dos tempos do Império BIzantino até ao século XX constitui o núcleo básico das exposições do museu. O Museu da Catedral de Drama, fundado durante o reinado do honorável Bispo Dionísio I, está agora instalado em uma ala recentemente restaurada de cinco andares do palácio do Bispo do Drama na Rua Venizelou. Nos corredores espaçosos e bem frequentados, eclesiásticos tesouros de valor espiritual e artístico inestimável estão em exibição. Os Ícones da Virgem Ηοdegetria e do Senhor Bendito do século XIII, ícones do século XVII e em particular do século XIX decoram e santificam o local. Além disso, os cânones episcopais, vasos sagrados e suas capas, muitos do século XIX, relíquias de Crisóstomo do Drama e de Esmirna, constituem as peças mais importantes do museu.
Muitas das exposições são relíquias trazidas por refugiados da Ásia Menor e Ponto em 1922 das igrejas de suas antigas casas para sua nova casa, lembretes valiosos de quem eles eram e de onde vieram. Grupos organizados de peregrinos e visitantes da cidade são aconselhados a entrar em contato com o escritório da Diocese do Drama antes de visitar o museu para fazer os preparativos.

### Esporte
Drama hospeda muitas equipes esportivas em vários esportes. O mais famoso e popular é o clube de futebol Doxa Dramas, fundado em 1918. Outros clubes de sucesso com presença nas divisões nacionais gregas são o KAOD (clube de basquete), o Pandramaikos FC, o Drama 1986 e o Amazones Dramas.
| Clube             | Fundado em | Esporte          | Conquistas                                    |
| ----------------- | ---------- | ---------------- | --------------------------------------------- |
| Doxa Dramas       | 1918       | Futebol          | Presença de longa data no Campeonato Grego    |
| Pandramaikos FC   | 1969       | Futebol          | Presença anterior no Beta Ethniki             |
| Drama 1986        | 1986       | Handebol         | Presença na A1 Ethniki                        |
| KAOD              | 1989       | Basquete         | Presença na A1 Ethniki                        |
| Dramas de Titanes | 1990       | Basquete         | Presença na Etniki A2 feminina                |
| Dramas Amazones   | 2005       | Futebol feminino | Título pan-helênico no futebol feminino grego |

## Pessoas notáveis
- Tabanıyassı Mehmed Pasha - Grão-vizir do Império Otomano, (falecido em 1637)
- Mahmud Dramali Pasha (1780-1822) - General otomano durante a Guerra da Independência da Grécia
- Yesari Asım Arsoy  [ tr ] (1900–1992), compositor de música clássica turca - cantor
- Koulis Stoligkas (1910-1984), ator
- Michael Athans ( nascido em 1937), engenheiro elétrico, professor aposentado do MIT
- Apostolos Nikolaidis (1938–1999), cantor grego
- Basilis C. Xanthopoulos (1951-1990), físico teórico
- Nikos Sergianopoulos (1952–2008), ator de televisão e teatro
- Tania Tsanaklidou, (n. 1952) cantora
- Athanassios Tsakiris (n. 1965), cinco vezes olímpico de inverno
- Petros Gaitanos (n. 1967), cantor
- Melek Usta (n. 1990), empresária
- Natassa Theodoridou (n. 1970), cantora
- Paraskevas Antzas (n. 1977), jogador de futebol
- Vassiliki Pavlidou (n. 1977), astrofísico
- Giannis Papazisis (n. 1978), ator
- Charikleia Bouda (n. 1980), velocista olímpica
- Stratos Perperoglou (n. 1984), jogador de basquete
- Konstantinos Douvalidis (n. 1987), corredor de obstáculos olímpico
- Dimitris Siovas (n. 1988), jogador de futebol
- Panagiota Tsakiri (n. 1990), biatleta olímpico e esquiador de fundo
- Ioannis Fetfatzidis (n. 1990), jogador de futebol
- Anna Korakaki (n. 1996), atiradora, medalhista de ouro Pistola 25m feminina, medalhista de bronze na pistola de ar 10m nos Jogos Olímpicos de 2016

## Galeria

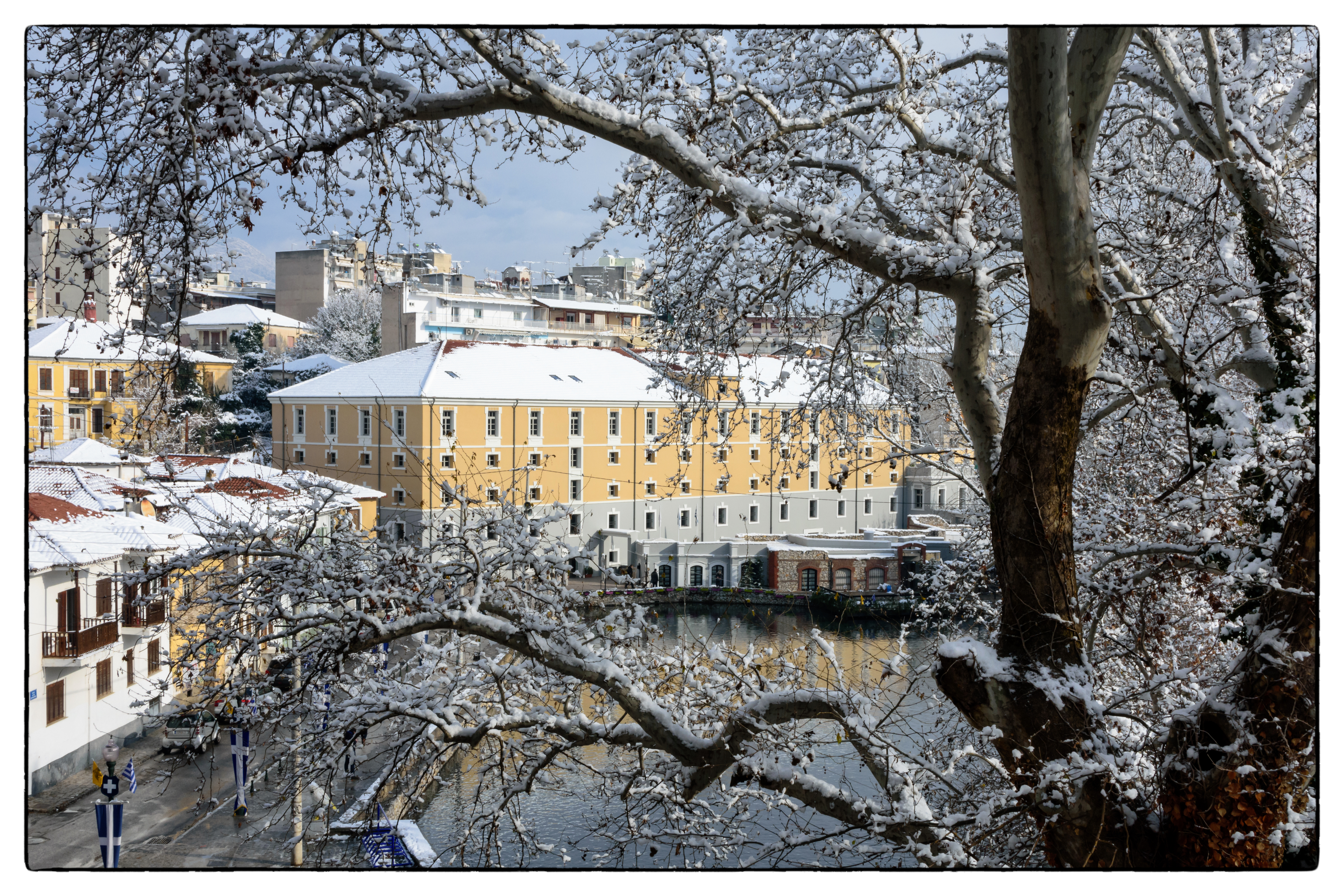
Armazém de tabaco Spierer na neve
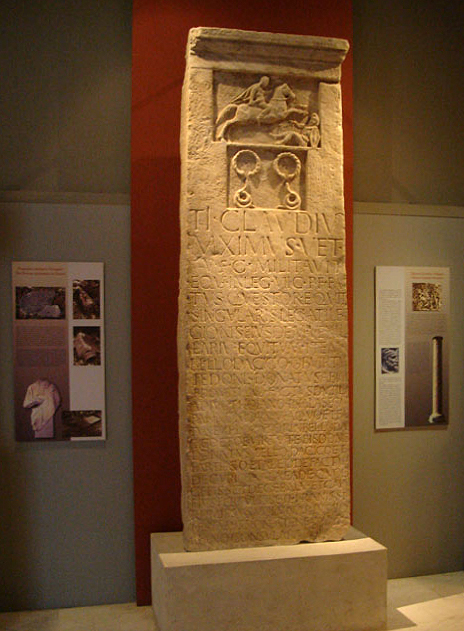
Estela sepulcral de Tibério Cláudio Máximo, Museu Arqueológico de Drama
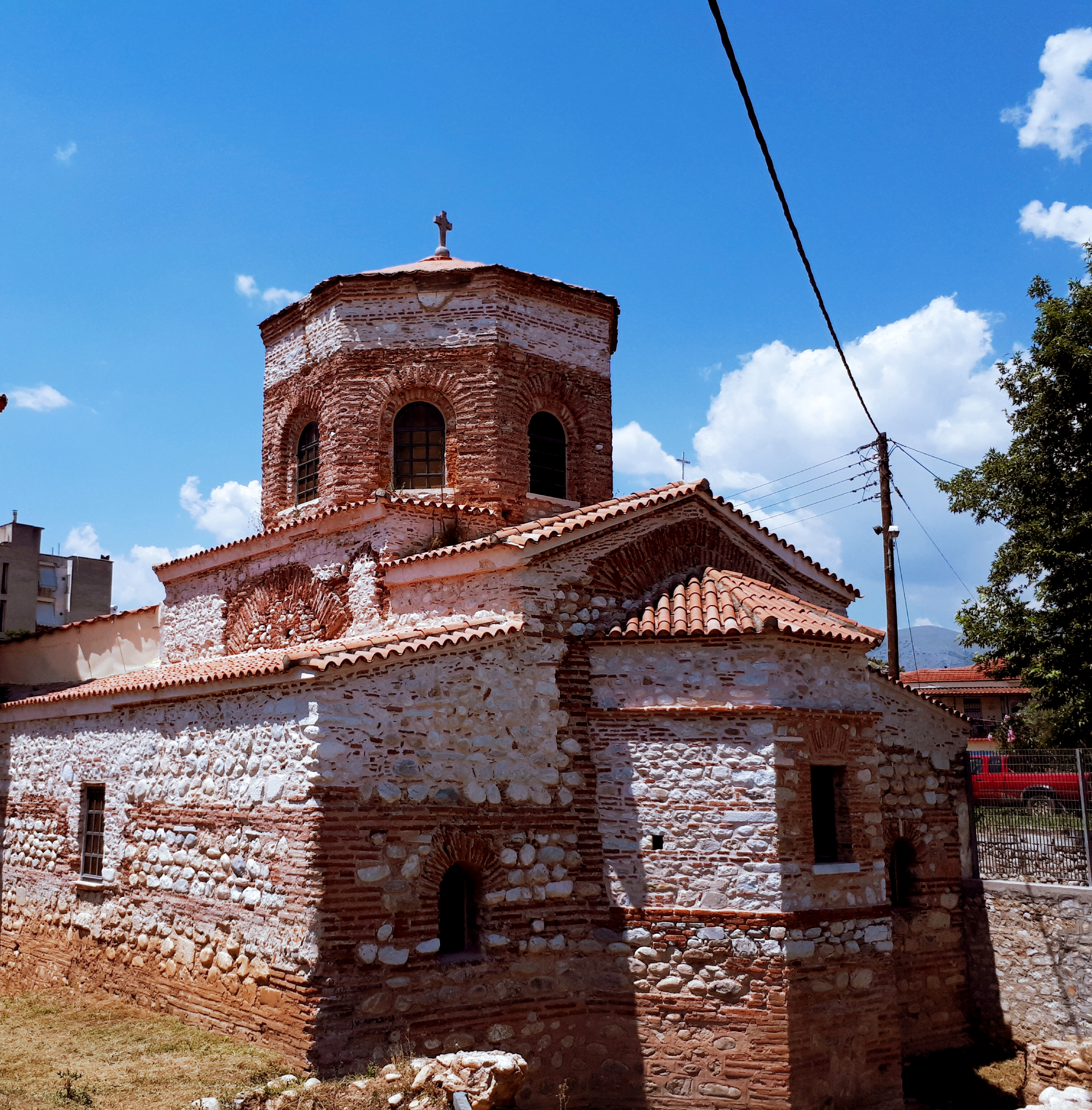
Igreja Bizantina Santa Sofia em Drama
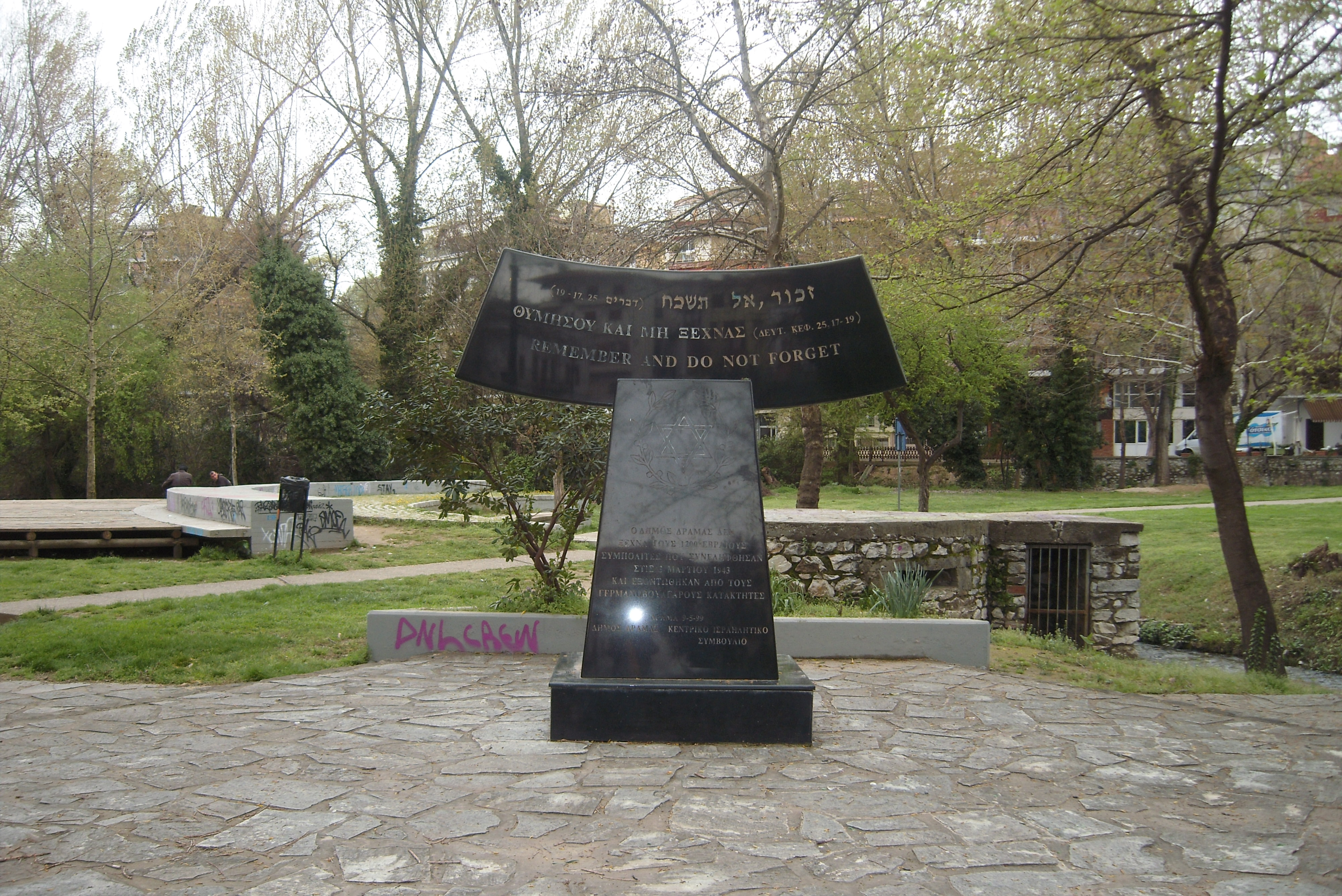
Memorial do Holocausto em Drama
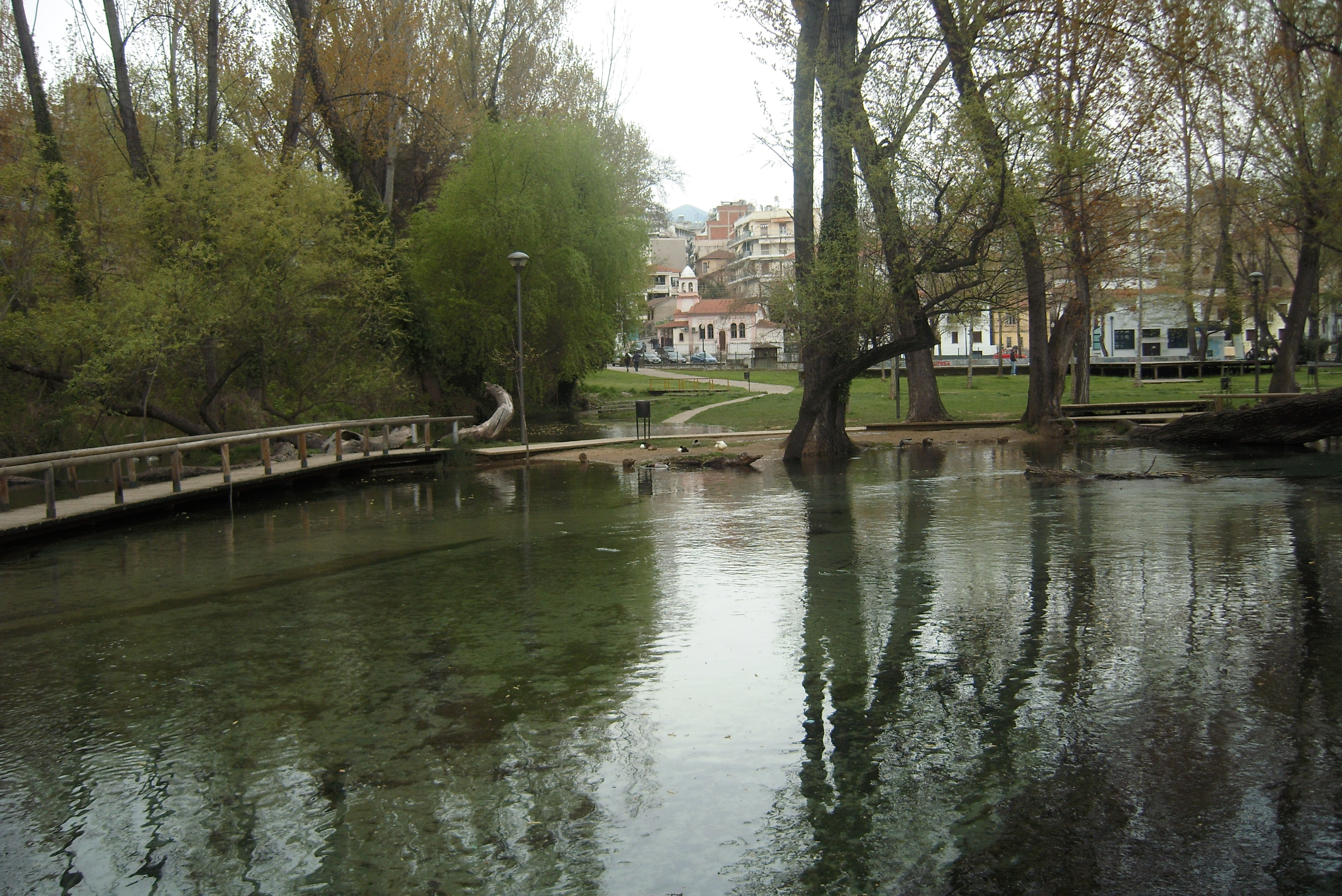
As fontes de Agia Varvara.
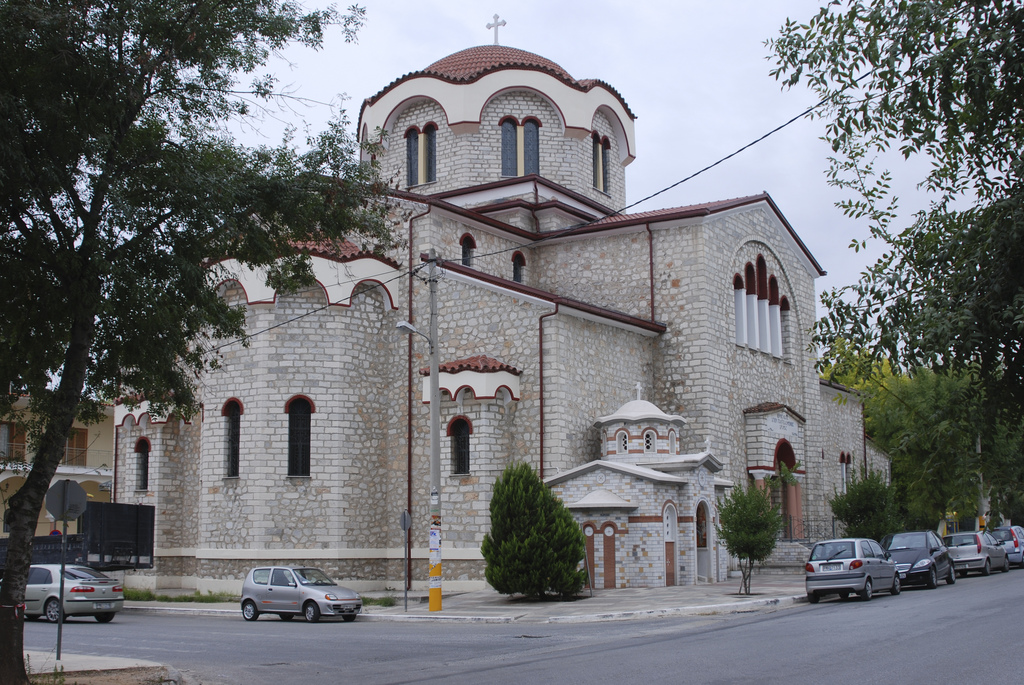
Igreja de São Panteilemon em Drama
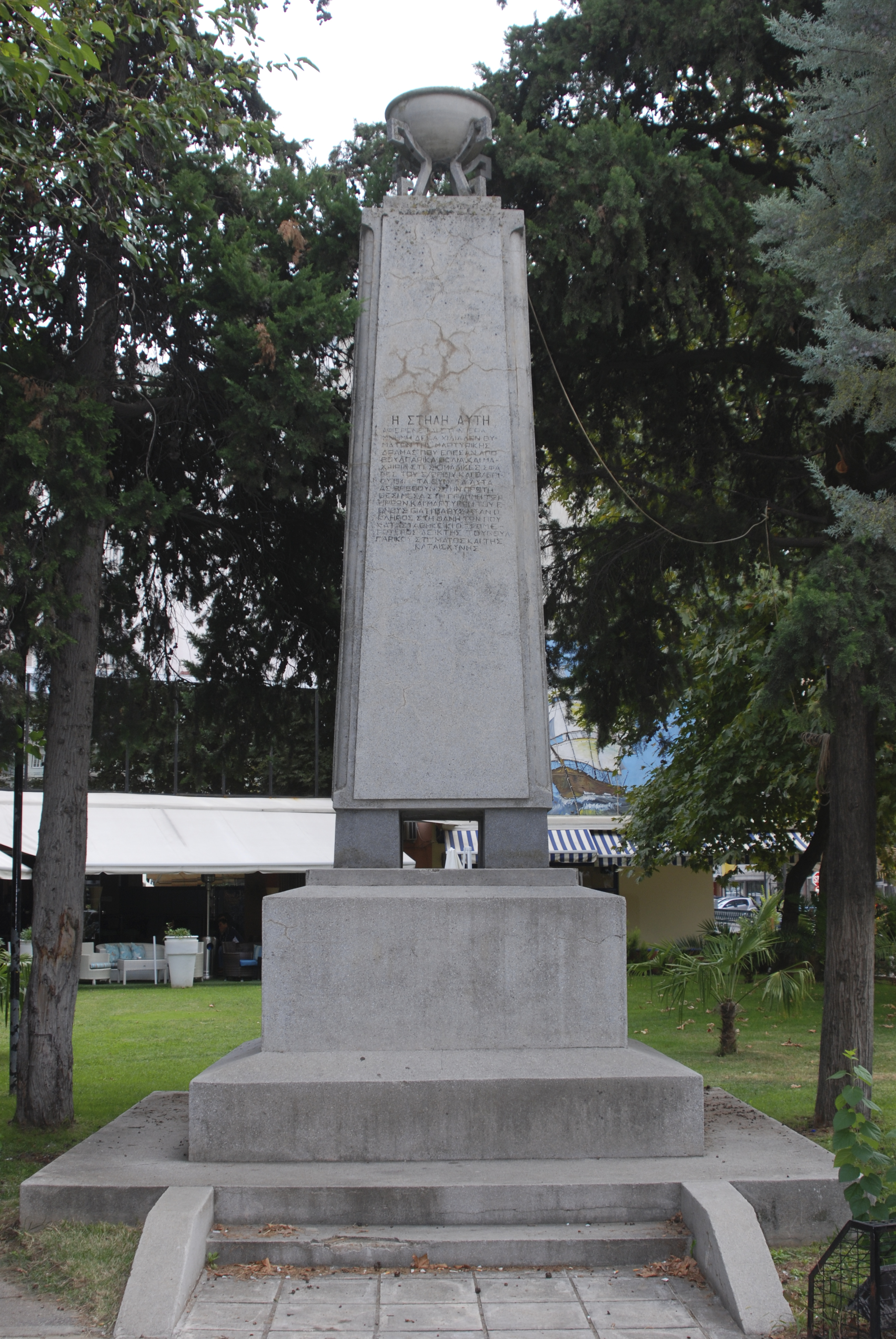
Monumento do Levante em Drama.

## Cidades com acordos de cooperação
- Kragujevac,  Sérvia
- Lauf an der Pegnitz,  Alemanha